# Anhui

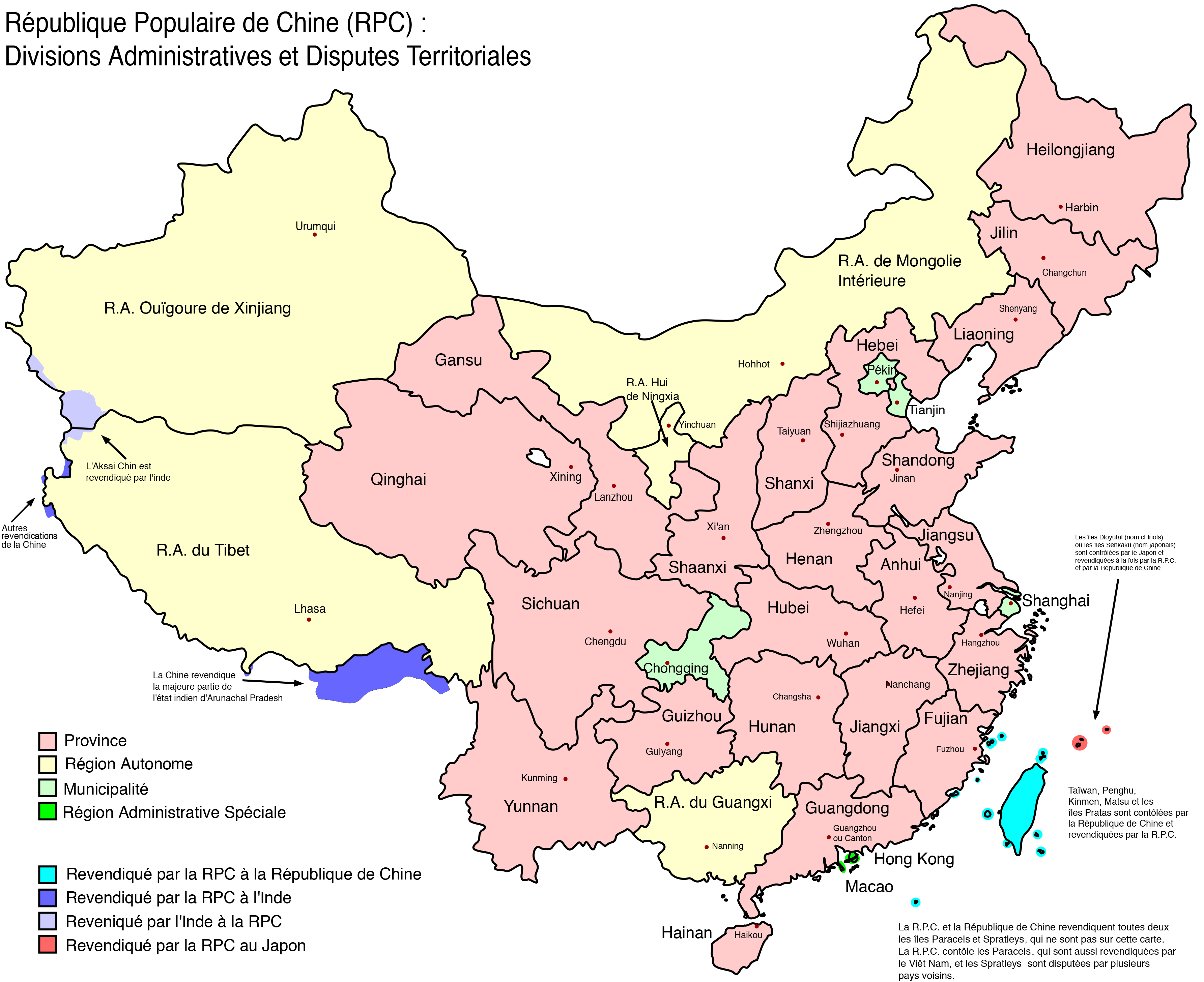
Divisions administratives et disputes territoriales de la république populaire de Chine.

L'Anhui (chinois : 安徽 ; pinyin : Ānhuī) est une province intérieure située à l'est de la république populaire de Chine dont le chef-lieu est Hefei.
L'Anhui est situé en Chine de l'est, autour des bassins du Yangzi Jiang et du Huai He. Ses frontières bordent les provinces du Jiangsu à l'est, du Zhejiang au sud-est, du Jiangxi au sud, du Hubei au sud-ouest, du Henan au nord-ouest et du Shandong sur une petite section au nord. Avec une population de 61 millions d'habitants, l'Anhui se classe au 9e rang des provinces les plus peuplées du pays. En termes de superficie, elle est la 22e plus grande province de Chine et la 12e région la plus densément peuplée parmi les 34 divisions provinciales du pays. La population de l'Anhui est majoritairement composée de Hans. Les langues parlées dans la province comprennent le mandarin du Bas Yangtze, le wu, le hui, le gan, ainsi qu'une petite proportion du mandarin des Plaines centrales.
Le nom « Anhui » provient de la fusion des noms de deux villes historiques : Anqing et Huizhou (aujourd'hui Huangshan). L'abréviation de la province, Wǎn (皖), fait référence à l'ancien État de Wan et est également associée à la rivière Wan et au mont Tianzhu. Le gouvernement provincial de l'Anhui est composé d'un gouverneur, d'un congrès provincial, de la Conférence consultative politique du peuple et de la Cour populaire supérieure provinciale. En plus de superviser les administrations locales, le gouvernement provincial gère 16 villes, 62 comtés, 43 districts de niveau comté et 1 522 cantons. En 2022, le produit intérieur brut (PIB) de l'Anhui se classait au 14e rang des 31 régions de niveau provincial en Chine.

## Toponymie
Le nom « Anhui » dérive des noms de deux villes du sud de la province, Anqing et Huizhou (aujourd'hui Huangshan). L'abréviation pour la province de l'Anhui est Wan (皖), car il existait historiquement un État de Wan, un mont Wan, et une rivière Wan dans la province.

## Histoire
La province d’Anhui a été fondée au XVIIe siècle pendant le règne de l’empereur Kangxi. Le surnom de la province, « Wan », tire son origine d'un petit État qui existait dans cette région durant la période des Printemps et Automnes (722–481 av. J.-C.). Le nom « Wan » est également associé au mont Tianzhu et à l'ancien État de Wan, tous deux situés dans la province.
La région était déjà habitée il y a 2,5 millions d’années et est un des berceaux de la civilisation préhistorique chinoise. Au néolithique, elle était apparentée à la culture de Yangshao puis à celle de Longshan. Les traces d'une présence humaine dans l'actuel Anhui remontent à 20 000 ans, comme en témoignent des découvertes archéologiques faites dans le comté de Fanchang. En 2013, les archéologues ont mis au jour les Ruines de Nanchengzi dans le comté de Guzhen, révélant une ville vieille de 4 500 ans. Ces fouilles ont révélé un mur de ville néolithique et un fossé, témoignant de l'existence d'une cité beaucoup plus vaste et bien intégrée à la région à cette époque.
L'Anhui abrite de nombreux sites historiques datant de la période pré-impériale. La culture du nord de la province était étroitement liée à celle de la plaine de Chine du Nord, ainsi qu'aux régions correspondant aujourd'hui au Henan, au nord du Jiangsu et au sud du Shandong. Le centre de l'Anhui, caractérisé par le bassin fertile de la rivière Huai, était densément peuplé. En revanche, le sud de la province partageait davantage de similitudes culturelles avec le Jiangxi et le sud du Jiangsu, et les collines du sud-est formaient une sphère culturelle distincte.
Pendant la période des Royaumes combattants, l'Anhui faisait partie du sud de l'État de Chu. La ville de Souchun servit de capitale temporaire après que le centre de l'État fut envahi en 278 av. J.-C. par l’État de Qin. La dynastie Qin unifia ensuite la Chine, ce qui provoqua une grande migration vers le sud. Le territoire de l'actuel Anhui fut réparti entre plusieurs préfectures, notamment Jiujiang, Zhang, Tang, et Sishui. L'Anhui devint ainsi la première région de Chine du sud à être colonisée par les Hans. L'agitation due à la chute de la dynastie Han conduisit à une autre vague d'immigration.
Sous la dynastie Han, ces terres furent intégrées aux préfectures de Yang, Yu, et Xu. Durant l'ère des Trois Royaumes (222–280), l'Anhui fut successivement dominée par le Wu oriental et le Cao Wei. Au cours de la dynastie Yuan (1271–1368), l'Anhui fut intégrée à la province du Henan, et sous la dynastie Ming, elle était directement administrée par la capitale impériale de Nanjing.
Le bassin du Yangzi devint par la suite le grenier de l'empire, et un système de canaux fut développé au nord de l'Anhui afin d'acheminer les céréales vers la capitale. Lors de la dynastie Sui (581 – 618), ces canaux furent remplacés par le canal de Bian, qui deviendra le Grand canal.
Au IVe siècle de notre ère, le nord de la Chine fut envahi par les tribus nomades d'Asie centrale. L'Anhui se trouvant à la frontière entre le nord et le sud de la Chine, la province fut coupée en deux et passa entre les mains de plusieurs souverains.
Au XIIe siècle, la province a été le siège de batailles entre les Song du sud et les Jurchen. L'unité territoriale chinoise fut menacée par l'arrivée de la dynastie Jin et la province fut à nouveau coupée en deux, la rivière Huai servant de frontière. Sous la dynastie Song, l'économie et la culture de la région prospérèrent.
Au XIIIe siècle, Les troupes de la Dynastie Yuan de Kubilai Khan progressent contre la Dynastie Song du Sud, en 1275, la Bataille de Dingjiazhou, se déroulant à Wuhu est une bataille décisive dans la domination de toute la Chine. Au cours de la dynastie Yuan, l'Anhui fut intégrée à la province du Henan, et sous la dynastie Ming, elle était directement administrée par la capitale impériale de Nankin.
L'Anhui et le Jiangsu furent fusionnés en une seule province sous la dynastie Qing (1644–1912) jusqu'en 1666, date à laquelle, sous le règne de l'empereur Kangxi, l'Anhui devint une province distincte. Elle joua un rôle crucial dans le Mouvement d'auto-renforcement dirigé par Li Hongzhang à la fin de la dynastie Qing, période durant laquelle des armes, des usines, et des théories administratives occidentales furent introduites en Chine. Au cours des 50 années suivantes, l'Anhui devint l'une des régions les plus radicalement libérales du pays, attirant des figures influentes du XXe siècle, comme le poète et diplomate Hu Shih, ainsi que Chen Duxiu, fondateur du Parti communiste chinois (PCC).
Dans les années 1850, le lit du fleuve Jaune se déplaça de plusieurs centaines de kilomètres au nord, ce qui provoqua une pénurie d'eau dans le bassin du Huai He. Le manque d'eau associée à la révolte des Taiping fut une catastrophe pour l'agriculture de la province.
En 1938, une vaste partie du nord et du centre de l'Anhui a été dévastée par une décision stratégique du président Tchang Kai-shek, qui ordonna la destruction d'un barrage crucial sur le fleuve Jaune dans le but de ralentir l'avancée de l'armée impériale japonaise et d'empêcher la capture de Zhengzhou. En l'espace de dix jours après la rupture du barrage, des flots d'eau et de sable ont submergé le nord et le centre de la province, causant la mort de 500 000 à 900 000 Chinois et un nombre indéterminé de soldats japonais.
Lors de la Seconde Guerre mondiale, l'Anhui est occupé par les Japonais mais dans les faits ceux-ci ne contrôlent la province que de jour, notamment à cause de la résistance chinoise. Entre 1946 et 1949, la région est contrôlée par les forces nationalistes.
Après la Seconde Guerre sino-japonaise en 1945, la capitale de l'Anhui fut déplacée à Hefei, alors une petite ville. Le gouvernement provincial y investit massivement pour son développement. À partir de 1949, des projets de reconstruction furent lancés pour réparer les dommages subis pendant la guerre. La province bénéficia ensuite de la campagne du Troisième Front, une initiative visant à établir des industries de base et de défense nationale dans des zones protégées contre une éventuelle invasion par l'Union soviétique ou les États-Unis. L'Anhui servit de « base arrière » pour Shanghai, devenant un centre de fabrication multifonctionnel pour l'armement antiaérien et antichar.
La Grande famine provoquée par le Grand Bond en avant (1958 — 1961) a fait entre trois et six millions de morts dans la province, selon l'universitaire chinois Yang Jisheng. Les données officielles de cas de cannibalisme s'élèvent à 1 289. L'historienne chinoise Zhou Xun confirme elle aussi les cas de cannibalisme.
À la fin des années 1990, l'Anhui devint l'une des provinces à la croissance la plus rapide de Chine. Aujourd'hui, elle fait partie intégrante de la zone économique du delta du fleuve Yangtze, la région la plus développée du pays.

## Géographie

### Géologie
L'Anhui possède un relief assez varié, avec de vastes plaines ponctuées de régions montagneuses culminant à 1 873 mètres. Le nord de la province, traversé par le Huai He, fait partie de la grande plaine du nord et est densément peuplé. Au sud, le relief s'accentue avec la présence des monts Dabie au sud-ouest et au sud-est des monts Huang, ces deux massifs étant séparés par le fleuve bleu. Ces montagnes, formées principalement de granite et de grès, sont aujourd'hui une destination touristique populaire et ont été une grande source d'inspiration pour les poètes, notamment pour leur forme massive et leur végétation luxuriante.
La province possède une pédologie assez complexe et peut être divisée en trois grandes régions minéralogique. Les terres au sud et au nord du Yangzi sont relativement podzolisées et sujettes à l'érosion. Bien qu'acides, elles s'apprêtent bien à la culture du thé. Les plaines inondées par le Yangzi sont principalement composées d'alluvions et sont légèrement acides. Les plaines alluviales du bassin du Huai sont plutôt calcaires. Celles-ci possèdent de curieuses masses minérales appelées shajiang heitu (砂姜黑土, littéralement : terres de gingembre noires et sablonneuses).
Les principales ressources de la région sont le cuivre, le fer et le charbon.

### Hydrographie

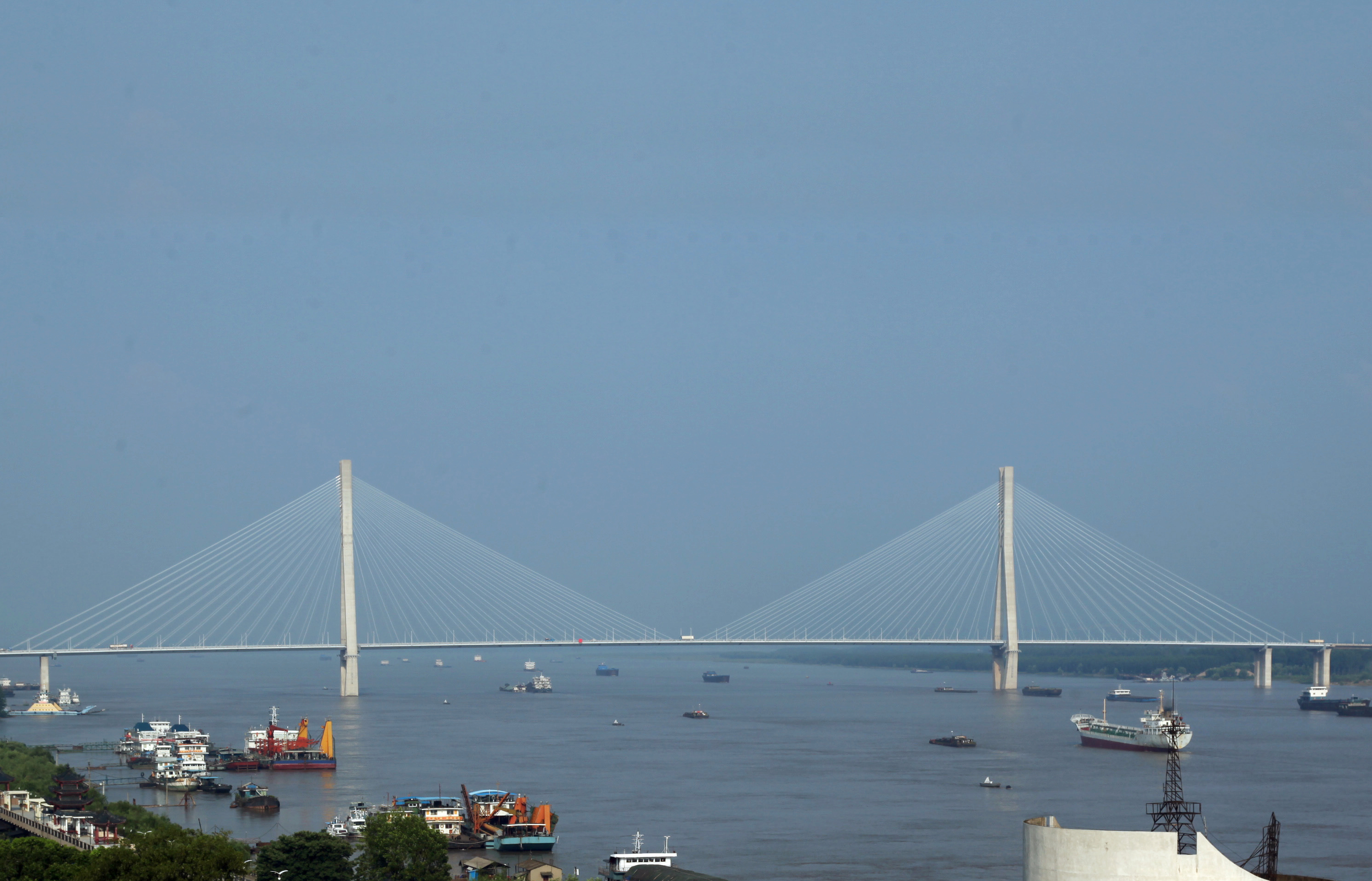
Le fleuve bleu à Anqing.

La province est traversée par deux cours d'eau principaux : le Huai He et le Yangzi Jiang. La province comporte quelques lacs dont le lac Chao, d'une superficie de 760 km2. La pleine du nord est irriguée par le Huai He et ses nombreux affluents. Elle est sujette à de nombreuses inondations, aussi la région a été choisie en 1949 pour accueillir le premier projet de maîtrise de l'eau à grande échelle de la RPC. Quelques barrages ont été construits sur le Huai He et ses affluents, des centaines de kilomètres de digue ont été érigées et un canal a été creusé. Ainsi depuis 1956, la région ne subit plus de graves inondations et l'irrigation a permis de maîtriser les sécheresses.
La série de collines (monts Huayang) qui s'étend au nord-est des monts Dabie jusqu'au lac Hongze marque la séparation entre le bassin du Huai He et du Yangzi Jiang. Les plaines du sud traversées par le Yangzi sont parsemées de lacs qui, en temps de crue, font gonfler le fleuve bleu ; celui-ci peut alors faire près de 8 kilomètres de large. La navigation en hiver sur le Yangzi est difficile, aussi un important réseau de canaux a été développé afin de faciliter l'irrigation et le transport fluvial.

### Climat
L'Anhui jouit d'un climat subtropical humide caractérisé par des étés humides chauds et par des hivers secs assez froids. Les températures moyennes au nord du bassin du Huai He vont de 0 °C (en janvier) à 28 °C (en juillet). La province s'étendant sur plus de 500 km sur un axe nord-sud, le climat y varie légèrement. Le nord subit le gel 130 à 160 jours par an quand le sud n'y est soumis que 100 à 130 jours par an. Le bassin du Yangzi au Sud est également plus humide que le nord de la province, avec une hygrométrie moyenne de 76 % contre 70 % pour le nord. Les précipitations varient sensiblement avec la latitude. Ainsi le sud de la province reçoit en moyenne entre 1200 et 1 800 mm de précipitations avec une pluviométrie qui augmente lorsqu'on se rapproche du mois de juin alors que le nord n'en reçoit qu'entre 600 et 800 mm, plus de la moitié étant reçue entre les mois de juin et de septembre.

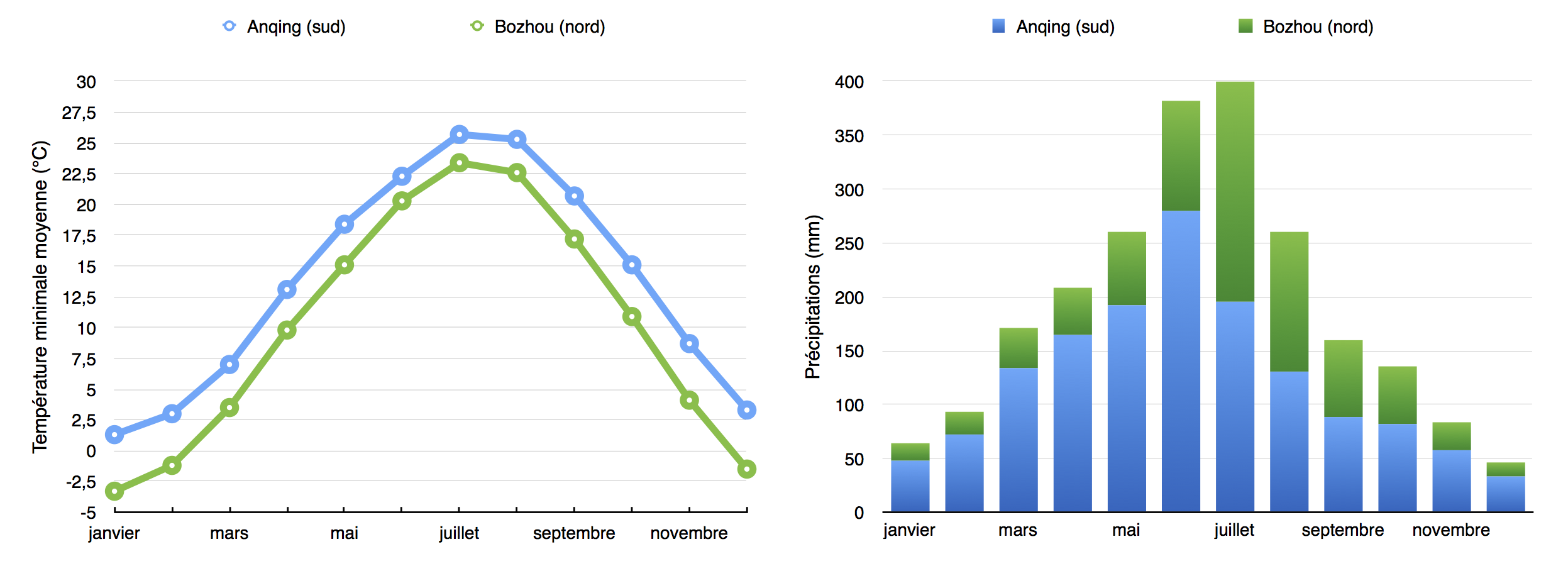
Comparaison du climat au nord et au sud de l'Anhui

### Faune et flore
Originellement la province était recouverte de forêt, mais des siècles d'agriculture et de peuplement intensif ont largement participé à sa disparition, excepté au sud de la province, où le relief est plus accentué. La déforestation, qui a entraîné l'érosion des sols, s'est fortement accélérée depuis le milieu du XVIIIe siècle. Cependant depuis les années 1950, des mesures ont été prises pour reboiser la région.
À part les rongeurs et les reptiles, peu de mammifères vivent dans les plaines de l'Anhui.
L'orme de l'Anhui, Ulmus gaussenii W. C. Cheng, est un arbre à feuilles caduques de taille moyenne dont l'habitat naturel est limité aux vallées des montagnes calcaires de Langya, dans le xian de Chu. Cet arbre se trouvait principalement sur les plaines inondables, ce qui témoigne de sa tolérance aux inondations périodiques. Cependant, U. gaussenii est aujourd'hui l'espèce d'orme la plus rare et la plus menacée au monde, avec seulement environ 30 spécimens recensés à l'état sauvage en 2009.
La province abrite également l'alligator chinois (Alligator sinensis), connu aussi sous le nom d'alligator du Yangtsé ou d'alligator de Chine. Cet animal, parfois appelé « dragon boueux » dans les textes anciens, est un crocodilien en danger critique d'extinction. Quelques rares alligators de Chine subsistent dans la région de Wuhu.

## Économie
Historiquement, l'Anhui est une grande région agricole qui, avec ses gisements en fer et en charbon, est cependant en train de devenir une région industrielle. En 2010, les secteurs primaires, secondaires et tertiaires représentaient respectivement 14,1 %, 52,1 % et 33,8 % de l'économie pour un produit intérieur brut de 1 226 milliards de yuan (soit 185,8 milliards de dollars). L'économie de la province est en plein essor, et affiche même une croissance supérieure au reste de la Chine (en 2010 la croissance était de 14,5 % contre 10,4 % pour le reste de la Chine). Cependant, la région reste en retrait par rapport à ses voisines. Les provinces du Jiangsu et du Zhejiang possède ainsi un PIB par habitant deux fois plus élevé que celui de l'Anhui, où les disparités économiques restent importantes.
Jusqu'en 1949, l'Anhui était considéré comme la province la moins développée de l'est de la Chine. Sa population était principalement rurale et du fait d'une mauvaise gestion de l'eau, ses rendements agricoles étaient faibles. Cependant depuis les années 1950, de grands progrès ont été faits dans les secteurs primaires et secondaires. Une meilleure irrigation a permis d'agrandir dans les plaines du sud la surface dédiée à la riziculture. Le retour aux exploitations familiales a grandement amélioré les rendements et le revenu par habitant. La zone économique spéciale de Shanghai, dont l'Anhui faisait partie, a permis de développer l'industrie de la région ainsi que l'exploitation des ressources minérales sur un modèle similaire à celui de la Ruhr.
Il est important de noter que le PIB par habitant de la province est calculé en fonction de la population enregistrée, ou « hukou », mais ne reflète pas nécessairement la population résidant effectivement dans la province. Cette situation crée des disparités régionales significatives, avec une grande partie de la richesse concentrée dans les zones industrielles le long du fleuve Yangtsé, telles que Hefei, Wuhu et Ma'anshan. L'Anhui abrite également un important cluster de fabrication d'électroménagers, regroupant des entreprises telles que Haier, Hisense, Whirlpool, Gree, Royalstar, et Meling. L'une des entreprises les plus notables de la province est le constructeur automobile Chery, basé à Wuhu.

### Agriculture
| Produit              | Production (2010)       |
| -------------------- | ----------------------- |
| Céréales             | 30,8 millions de tonnes |
| Plantes oléagineuses | 2,3 millions de tonnes  |
| dont arachides       | 0,86 million de tonnes  |
| Colza                | 1,3 million de tonnes   |
| Coton                | 316 000 tonnes          |
| Tabac                | 29 000 tonnes           |
| Thé                  | 83 000 tonnes           |

Les cultures de l'Anhui sont principalement céréalières. La quasi-totalité des plaines du Sud est consacrée à la riziculture ; les plaines du Nord, plus sèches, possèdent des cultures plus diversifiées, bien qu'un tiers des terrains soit consacré à la culture du blé. La région est également un grand exportateur de soja, qui est cultivé au nord en alternance avec le blé et l'orge. Les principales cultures industrielles sont le coton, le tabac et les plantes oléagineuses. Parmi les oléagineux, les plus cultivés sont le colza, les arachides et le sésame.
Depuis le VIe siècle, la région est célèbre pour son thé, qu'elle exportait en Chine et dans le reste du monde. Cependant, le commerce du thé a connu un déclin entre la fin du XIXe siècle et le début du XXe mais a été relancé depuis. Le thé noir Qimen est aujourd'hui particulièrement prisé. Le thé est cultivé au sud de la province, sur les pentes des monts Dabie et des monts Huang.
Les grands animaux domestiques sont principalement utilisés comme animaux de trait. Le porc est la principale source de viande, bien que le nombre de moutons ait augmenté au nord de la province. L'aquaculture est pratiquée sur les rives du Yangzi et de nombreux cours d'eau abondent en poissons, principalement des carpes et des brèmes.

### Industrie
Avant les années 1950, l’industrie de la province était très peu développée, et reposait essentiellement sur ses abondantes ressources en cuivre, fer et charbon. Le bassin houiller de Huainan a commencé à être exploité dans les années 1920, mais c’est dans les années 1950 qu’il a véritablement été développé. D’autres bassins houillers, comme celui de Huaibei, ont connu un essor similaire dans les années 1960. Le charbon issu de ces bassins est, comme dans le reste de la Chine, la principale source d’électricité. L’Anhui possède un fer de très bonne qualité, dont les gisements ont commencé à être exploités par les Japonais pendant la Seconde guerre mondiale. Une grande mine de cuivre a été ouverte dans les années 1950.
La province est aujourd'hui un important centre du charbon et de l'acier. Ses industries couvrent des domaines aussi variés que la métallurgie, le textile, les matériaux de construction, la manufacture légère et l'électronique. L'industrie textile a pris son essor dans les années 1950, pendant lesquelles de nombreuses usines furent transférées de Shanghai.

### Zones de développement économique et technologique majeures

#### Zone de développement économique et technologique de Hefei
Située au sud-ouest de Hefei, la zone de développement économique et technologique de Hefei a été créée en 1993. Bénéficiant d'une localisation stratégique à proximité de l'aéroport international de Hefei Luogang, cette zone attire de nombreuses entreprises grâce à son infrastructure moderne et à ses avantages logistiques.

#### Zone de développement industriel de haute technologie de Hefei
Inaugurée en octobre 1990, la zone de développement industriel de haute technologie de Hefei a été reconnue par le Conseil d'État chinois comme une zone de développement de niveau national en mars 1991. En 1997, elle a été désignée parc industriel de science et technologie de l'APEC, offrant des politiques spéciales pour les membres de l'APEC et de l'Union européenne. En 2000, le parc a été certifié comme base nationale d'exportation de haute technologie et a reçu en 2003 le prix de zone avancée de haute technologie dans le cadre du programme Torch. Plus de 100 entreprises de haute technologie y sont implantées, dans des secteurs tels que la chimie, l'électronique, les instruments et équipements industriels, les dispositifs médicaux et les télécommunications.

#### Zone de développement économique et technologique de Wuhu
Établie en 1993, la zone de développement économique et technologique de Wuhu a été la première zone de développement de niveau national approuvée par le gouvernement central en Anhui. Elle bénéficie de la position avantageuse de Wuhu dans le delta du Yangtsé, facilitant l'accès aux transports et aux marchés.

#### Zone de traitement des exportations de Wuhu
La zone de traitement des exportations de Wuhu a été approuvée comme zone nationale de traitement des exportations, avec une superficie totale planifiée de 2,95 km². Elle est spécialement conçue pour soutenir les industries axées sur l'exportation, offrant des infrastructures et des services adaptés pour faciliter le commerce international.

## Transport
Historiquement, le réseau de transport de l'Anhui a été limité par l'absence de ponts traversant le fleuve Yangtsé, qui divise la province en deux régions distinctes, au nord et au sud. Le premier pont sur le Yangtsé dans la province, le pont du fleuve Yangtsé de Tongling, a été inauguré en 1995. En octobre 2014, l'Anhui comptait quatre ponts sur le Yangtsé, situés à Ma'anshan, Wuhu, Tongling et Anqing, facilitant ainsi les déplacements entre les deux rives du fleuve.

### Réseau ferroviaire
Jusqu'au début de ce siècle, l'Anhui souffrait d'un réseau ferroviaire peu développé. Cependant, la province a depuis vu l'extension de son réseau ferroviaire, avec la plupart des villes désormais reliées par un système de trains à grande vitesse. La gare de Hefei-Sud sert de principal hub pour ces services ferroviaires rapides.

### Réseau routier
Le réseau routier de l'Anhui a également bénéficié d'importantes améliorations, répondant ainsi aux besoins croissants de mobilité et de connectivité dans la province. Ces développements ont renforcé les liens internes et avec les régions voisines, soutenant la croissance économique et le développement régional.
La province de l'Anhui a mis en place un plan ambitieux pour le développement de son réseau autoroutier, couvrant la période de 2015 à 2025. Ce plan inclut les projets suivants :
- Autoroute G3 Pékin-Taipei
- Autoroute G40 Shanghai-Xi'an
- Autoroute G42 Shanghai-Chengdu
- Autoroute S24 Changshu-Hefei

### Métro
Les villes de Hefei et Wuhu disposent de systèmes de métro en expansion. Le métro de Hefei comporte actuellement 2 lignes opérationnelles, avec 3 autres en construction et 10 supplémentaires prévues. À Wuhu, le métro compte 2 lignes en construction et 3 lignes projetées pour l'avenir.

### Transport aérien
La province abrite 5 grands aéroports commerciaux, et 4 autres sont en cours de construction. Les principaux aéroports internationaux de la province sont l'aéroport international de Hefei Xinqiao et l'aéroport international de Huangshan. Les 5 aéroports actuellement en service sont :
- Aéroport international de Hefei Xinqiao (IATA : HFE, ICAO : ZSOF)
- Aéroport international de Huangshan Tunxi (IATA : TXN, ICAO : ZSTX)
- Aéroport de Fuyang Xiguan (IATA : FUG, ICAO : ZSFY)
- Aéroport d'Anqing Tianzhushan (IATA : AQG, ICAO : ZSAQ)
- Aéroport de Chizhou Jiuhuashan (IATA : JUH, ICAO : ZSJH)

## Subdivisions
| Subdivisions administratives du Fujian | Subdivisions administratives du Fujian | Subdivisions administratives du Fujian | Subdivisions administratives du Fujian | Subdivisions administratives du Fujian | Subdivisions administratives du Fujian | Subdivisions administratives du Fujian | Subdivisions administratives du Fujian | Subdivisions administratives du Fujian | Subdivisions administratives du Fujian |
| -------------------------------------- | -------------------------------------- | -------------------------------------- | -------------------------------------- | -------------------------------------- | -------------------------------------- | -------------------------------------- | -------------------------------------- | -------------------------------------- | -------------------------------------- |
| District Xian                          |                                        |                                        |                                        |                                        |                                        |                                        |                                        |                                        |                                        |
| No.                                    | Code subdivision                       | Préfecture                             | chinois Hanyu Pinyin                   | Population 2010                        | Superficie en km2                      | Siège                                  | Subdivisions                           | Subdivisions                           | Subdivisions                           |
| No.                                    | Code subdivision                       | Préfecture                             | chinois Hanyu Pinyin                   | Population 2010                        | Superficie en km2                      | Siège                                  | Districts                              | Xians                                  | villes-district                        |
| 1                                      | Hefei                                  | Luyang                                 | 合肥市 Héféi Shì                       | 7 457 000                              | 11 445,06 km²                          |                                        | 4                                      | 4                                      | 1                                      |
| 2                                      | Anqing                                 | Yingjiang                              | 安庆市 Ānqìng Shì                      | 5 311 000                              | 13 525,03 km²                          |                                        | 3                                      | 5                                      | 2                                      |
| 3                                      | Bengbu                                 | Longzihu                               | 蚌埠市 Bèngbù Shì                      | 3 164 000                              | 5 950,72 km²                           |                                        | 4                                      | 3                                      |                                        |
| 4                                      | Bozhou                                 | Qiaocheng                              | 亳州市 Bózhōu Shì                      | 4 851 000                              | 8 521,23 km²                           |                                        | 1                                      | 3                                      |                                        |
| 5                                      | Xuancheng                              | Xuanzhou                               | 宣城市 Xuānchéng Shì                   | 2 533 000                              | 12 312,55 km²                          |                                        | 1                                      | 4                                      | 2                                      |
| 6                                      | Chizhou                                | Guichi                                 | 池州市 Chízhōu Shì                     | 1 403 000                              | 8 364,81 km²                           |                                        | 1                                      | 3                                      |                                        |
| 7                                      | Chuzhou                                | Langya                                 | 滁州市 Chúzhōu Shì                     | 3 938 000                              | 13 515,99 km²                          |                                        | 2                                      | 4                                      | 2                                      |
| 8                                      | Fuyang                                 | Yingzhou                               | 阜阳市 Fǔyáng Shì                      | 7 600 000                              | 10 118,17 km²                          |                                        | 3                                      | 4                                      | 1                                      |
| 9                                      | Huaibei                                | Lieshan                                | 淮北市 Huáiběi Shì                     | 2 114 000                              | 2 740,91 km²                           |                                        | 3                                      | 1                                      |                                        |
| 10                                     | Huainan                                | Tianjia'an                             | 淮南市 Huáinán Shì                     | 2 334 000                              | 5 532,3 km²                            |                                        | 5                                      | 2                                      |                                        |
| 11                                     | Huangshan                              | Tunxi                                  | 黄山市 Huángshān Shì                   | 1 359 000                              | 9 678,39 km²                           |                                        | 3                                      | 4                                      |                                        |
| 12                                     | Lu'an                                  | Jin'an                                 | 六安市 Lù'ān Shì                       | 5 612 000                              | 15 550,82 km²                          |                                        | 3                                      | 4                                      |                                        |
| 13                                     | Ma'anshan                              | Yushan                                 | 马鞍山市 Mǎ'ānshān Shì                 | 2 304 000                              | 4049,13 km²                            |                                        | 3                                      | 3                                      |                                        |
| 14                                     | Suzhou                                 | Yongqiao                               | 宿州市 Sùzhōu Shì                      | 5 353 000                              | 9 938,77 km²                           |                                        | 1                                      | 4                                      |                                        |
| 15                                     | Tongling                               | Tongguanshan                           | 铜陵市 Tónglíng Shì                    | 724 000                                | 2 937,83 km²                           |                                        | 3                                      |                                        | 1                                      |
| 16                                     | Wuhu                                   | Jinghu                                 | 芜湖市 Wúhú Shì                        | 3 443 000                              | 6 004,97 km²                           |                                        | 4                                      | 4                                      |                                        |

## Gouvernement
La structure politique de la province de l'Anhui repose sur un système dual parti-gouvernement, comme dans toutes les institutions gouvernementales de la Chine continentale.
Le gouverneur de l'Anhui (安徽省省长) est officiellement le plus haut fonctionnaire du gouvernement populaire provincial de l'Anhui. Cependant, dans le cadre de ce système dual, le gouverneur dispose de moins de pouvoir que le secrétaire du comité provincial du Parti communiste chinois de l'Anhui (安徽省委书记), souvent désigné comme le « chef du Parti de l'Anhui ».
La majorité des départements gouvernementaux provinciaux, ainsi que le bureau du gouverneur, sont situés au n°1 de la route Zhongshan, après avoir été déplacés du centre historique de Hefei en 2016. Le gouvernement provincial supervise 16 villes de niveau préfecture, 105 xians, 1 845 cantons, ainsi que divers autres départements dans l'ensemble de l'Anhui.
La réunion annuelle du congrès provincial se tient généralement au premier trimestre de chaque année, peu avant la session du congrès national. Quant à la CCPPC, ses sessions annuelles se déroulent habituellement au premier ou au quatrième trimestre.

## Démographie
Selon le recensement de 2020, la province comptait 61 027 171 habitants, stable par rapport à 2010. Les bassins du Huai He et du Yangzi sont les principaux foyers de population, la densité de population étant légèrement moindre au sud. Les régions montagneuses séparant ces deux bassins sont quant à elles très peu peuplées.
Les Han, les Hui et les She sont les principales ethnies, les Han représentant la quasi-totalité de la population. Le sex-ratio de la province est extrêmement déséquilibré, avec près de 138 garçons pour 100 filles dans la tranche d'âge des 1 à 4 ans

### Religions
Les religions prédominantes en Anhui incluent les religions populaires chinoises, le taoïsme et le bouddhisme chinois. D'après des enquêtes réalisées en 2007 et 2009, environ 4,64 % de la population pratique le culte des ancêtres, tandis que 5,30 % se déclare chrétienne. Une enquête de 2010 indique que les musulmans représentent 0,58 % de la population de l'Anhui.
Les données disponibles ne fournissent pas de chiffres précis pour d'autres religions. Il est estimé que 89,48 % de la population peut soit se considérer comme non religieuse, soit être impliquée dans des pratiques liées au culte des divinités naturelles, au bouddhisme, au confucianisme, au taoïsme ou aux religions populaires.

## Villes
| Agglomération | Désignation en chinois | Population de l'agglomération millions (2017) | Rang (Chine) | Superficie | Densité | Commentaire                               |
| ------------- | ---------------------- | --------------------------------------------- | ------------ | ---------- | ------- | ----------------------------------------- |
| Hefei         |                        | 4,01                                          | 23           | 725 km²    | 5500    |                                           |
| Wuhu          |                        | 1,735                                         | 66           | 161 km²    | 10800   |                                           |
| Huainan       |                        | 1,535                                         |              | 321 km²    | 4800    |                                           |
| Huaibei       |                        | 1,18                                          |              | 91 km²     | 13000   |                                           |
| Bengbu        |                        | 0,97                                          |              | 337 km²    | 2900    |                                           |
| Chuzhou       |                        | 0,955                                         |              | 166 km²    | 5800    |                                           |
| Maanshan      |                        | 0,935                                         |              | 194 km²    | 4800    | Rattaché à la ville-préfecture de Weifang |
| Bozhou        |                        | 0,715                                         |              | 83 km²     | 8600    |                                           |
| Fuyang        |                        | 0,67                                          |              | 93 km²     | 7200    |                                           |
| Anqing        |                        | 0,62                                          |              | 104 km²    | 6000    |                                           |
| Tongling      |                        | 0,545                                         |              | 306 km²    | 3100    |                                           |

## Culture
L’Anhui a été une des premières régions du bassin du Yangzi à être colonisée par les Chinois. Malgré la majorité Han, quelques sous-cultures continuent d’exister, comme la culture Hui.
L'Anhui est une province riche en diversité géographique et culturelle. Les régions du nord, caractérisées par des plaines le long de la rivière Huai et plus au nord, présentent des ressemblances culturelles avec les provinces voisines comme le Henan, le Shandong et le nord du Jiangsu. En revanche, les régions vallonnées du sud partagent des similitudes culturelles et linguistiques avec d'autres provinces méridionales, telles que le Zhejiang et le Jiangxi.
Les dialectes mandarins sont prédominants dans les zones nord et centrale de la province, au nord du fleuve Yangtsé. Dans le nord, des dialectes comme celui de Bengbu sont classés parmi les mandarin zhongyuan, similaires à ceux trouvés dans le Henan et le Shandong. Au centre, des dialectes tels que celui de Hefei relèvent du mandarin jianghuai, commun dans les parties centrales du Jiangsu voisin. Au sud du Yangtsé, les dialectes non-mandarins prédominent : les dialectes wu sont parlés à Xuancheng, bien qu'ils soient progressivement remplacés par le mandarin jianghuai ; les dialectes gan se rencontrent dans quelques comtés du sud-ouest, à la frontière avec le Jiangxi ; et les dialectes d'Huizhou, bien que peu nombreux, sont uniques et diversifiés, parlés dans une dizaine de xians du sud.
La province est également connue pour ses formes traditionnelles d'opéra. Le Huangmeixi, originaire d'Anqing dans le sud-ouest de l'Anhui, est un style d'opéra chinois très apprécié à travers le pays. Le Huiju, né dans les régions de langue Huizhou du sud de l'Anhui, est un ancêtre important de l'opéra de Pékin et a été revitalisé dans les années 1950 après une période de déclin. Le Luju, autre forme d'opéra traditionnel, est répandu dans toute la région centrale de l'Anhui, d'est en ouest.
La cuisine de l'Anhui est l'une des huit grandes traditions culinaires de Chine. Elle intègre des éléments des cuisines du nord, du centre-sud et des régions Huizhou du sud de la province. Cette cuisine est réputée pour son utilisation du gibier sauvage, ainsi que des herbes terrestres et maritimes, avec des méthodes de préparation relativement simples.
L'Anhui est également renommée pour ses produits traditionnels liés à la calligraphie. Un grand nombre de spécialités traditionnelles viennent de la province, notamment le papier xuan et les bâtons d’encre Huizhou, qui font partie des quatre trésors du lettré. Les images de fer de Wuhu et les sculptures de jade de Bengbu sont également des produits estimés.

## Enseignement
L'Anhui abrite plusieurs universités de renom, dont la majorité se trouvent à Hefei, Wuhu, Bengbu et Ma'anshan. Hefei, en particulier, se distingue comme un centre majeur de recherche scientifique en Chine, bénéficiant d'une capacité de recherche de premier plan.

### Universités publiques
- Université de science et technologie de Chine, l'une des meilleures universités de Chine ainsi qu'une institution de recherche et d'ingénierie de renommée mondiale.
- Université de Technologie de Hefei, une école d'ingénierie bien connue en Chine.

- Université d'Anhui, une université clé en Chine.
- Université Agricole d'Anhui, située à Hefei.
- Université Médicale d'Anhui.
- Université Normale d'Anhui, située à Wuhu.
- Université de Finance et d'Économie d'Anhui, située à Bengbu.
- Université de Technologie d'Anhui, située à Ma'anshan.
- Université de Technologie et de Science d'Anhui, située dans la ville de Wuhu.
- Université de Médecine Traditionnelle Chinoise d'Anhui.
- Université de Science et Technologie d'Anhui, située à Huainan.
- Collège des Enseignants d'Anqing, situé à Anqing.
- Collège des Enseignants de Fuyang, situé à Fuyang.
- Université Normale de Hefei, située à Hefei.
- Collège Médical de Wannan, situé dans la ville de Wuhu.
- Instituts de Sciences Physiques de Hefei, Académie Chinoise des Sciences à Hefei.
- Université Beihang (BUAA) - Campus de Hefei.
- Université des Études Étrangères de Pékin (BFSU) - Campus de Hefei.
- Université de Tianjin (TJU) - École de troisième cycle de Hefei.
- Université de Pékin (PKU) - École de troisième cycle de Hefei.
- Université Tsinghua (THU) - Institut de Recherche sur la Sécurité Publique de Hefei.

### Universités militaires
- Université Nationale de Technologie de Défense (NUDT) - Campus de Hefei
- Université d'Artillerie de l'APL
- Université des Forces Blindées de l'APL
- Université des Véhicules de l'APL
- Académie de Vol de la Force Aérienne de l'APL (13e)
- Collège de Commandement de la Police Armée (Hefei)

## Tourisme
Le tourisme n'est pas très développé et en 2010 la province n'a capté que 3,5 % des 56 millions de touristes étrangers qui ont visité la Chine. L'Anhui comporte pourtant quelques sites touristiques, les plus connus étant :
- Le site montagneux du Huang Shan (黄山 Huáng shān, montagne jaune), qui est une référence en Chine
- La montagne sacrée bouddhique Jiuhua (九華山 jiǔhuá shān, neuf montagnes brillantes)
- Les villages de Xidi et Hongcun, inscrits au patrimoine mondial de l'UNESCO
- Le lac Chao
- Le mont Jing Ting
- Le mont Langya
- Le mont Qiyun
- Le mont Tianzhu
- La vieille ville de Tunxi
- La grotte Taiji, la plus longue grotte karstique de l'est de la Chine.
- La pagode Zhenfeng, une pagode de la dynastie Ming dans la ville d'Anqing.
- Le pavillon Zuiweng, nommé d'après le poète Ouyang Xiu (1007–1072 ap. J.-C.).